# Sierra de Gata

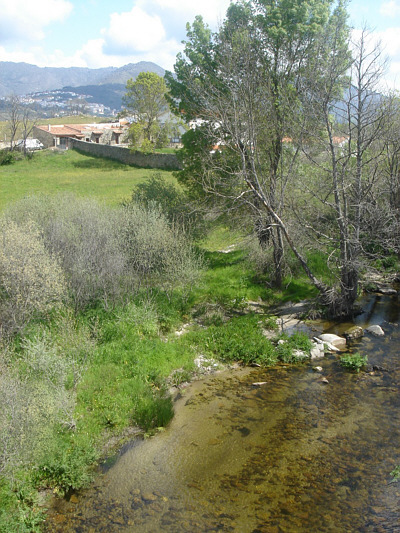
Typowy krajobraz Sierra de Gata

Sierra de Gata to łańcuch górski w Hiszpanii. Jest częścią Gór Kastylijskich.

## Szczyty
Najważniejsze szczyty Sierra de Gata (od zachodu) to:
- Mesas 1265 m
- El Espinazo 1330 m
- Jálama 1493 m
- Jañona 1367 m
- Bolla Chica 1408 m
- Bolla 1519 m
- Arrobuey 1412 m
- La Corredera 1456 m
- Peña Canchera 1592 m

## Comarca
Sierra de Gata to także nazwa comarci składaącej się z 18 gmin: Acebo, Cadalso, Cilleros, Descargamaría, Eljas, Gata, Hernán Pérez, Hoyos, Perales del Puerto, Robledillo de Gata, San Martín de Trevejo, Santibáñez el Alto, Torrecilla de los Ángeles, Torre de Don Miguel, Valverde del Fresno, Villamiel (Trevejo), Villanueva de la Sierra i Villasbuenas de Gata.